# Titularerzbistum Arcadiopolis in Europa
Arcadiopolis in Europa (ital.: Arcadiopoli di Europa) ist ein Titularerzbistum der römisch-katholischen Kirche.
Es geht zurück auf einen untergegangenen Bischofssitz in der gleichnamigen antiken Stadt (heute Lüleburgaz), die in der römischen Provinz Europa (europäischer Teil der heutigen Türkei) lag. 
| Titularerzbischöfe von Arcadiopolis in Europa |                          |                                                                |                    |                    |
| Nr.                                           | Name                     | Amt                                                            | von                | bis                |
| 1                                             | Vincent Spaccapietra CM  |                                                                | 21. November 1852  | 18. April 1855     |
| 2                                             | Émile Yelle PSS          | Koadjutorerzbischof von Saint-Boniface (Kanada)                | 25. Juli 1933      | 2. Dezember 1947   |
| 3                                             | Marcel Lefebvre CSSp     | Apostolischer Vikar von Dakar (Französisch-Westafrika)         | 22. September 1948 | 14. September 1955 |
| 4                                             | Auguste-Siméon Colas MEP | emeritierter Erzbischof von Pondicherry und Cuddalore (Indien) | 28. Oktober 1955   | 24. Oktober 1968   |